# Pizi
Pizi (1840-1894), también conocido como Jefe Gall, fue un jefe de los hunkpapa, una rama de los sioux Teton, y uno de los comandantes que tomaron parte en la batalla de Little Big Horn. 
Nacido en la actual Dakota del Sur hacia 1840, Pizi se destacó como un dotado guerrero al final de su adolescencia, siendo nombrado jefe cuando tenía poco más de 20 años. Ejerció de teniente de Toro Sentado en la batalla de Litle Big Horn en 1876, y posteriormente huyó a Canadá junto con Toro Sentado, sirviendo con él hasta su rendición. Después de ésta se estableció en las Dakotas como granjero en la reserva india de Standing Rock, donde entabló amistad con los colonos locales. En sus últimos años se enemistó con Toro Sentado, a quien denunciaba por ser un cobarde y un fraude, posiblemente por su conexión con el movimiento Ghost Dance.

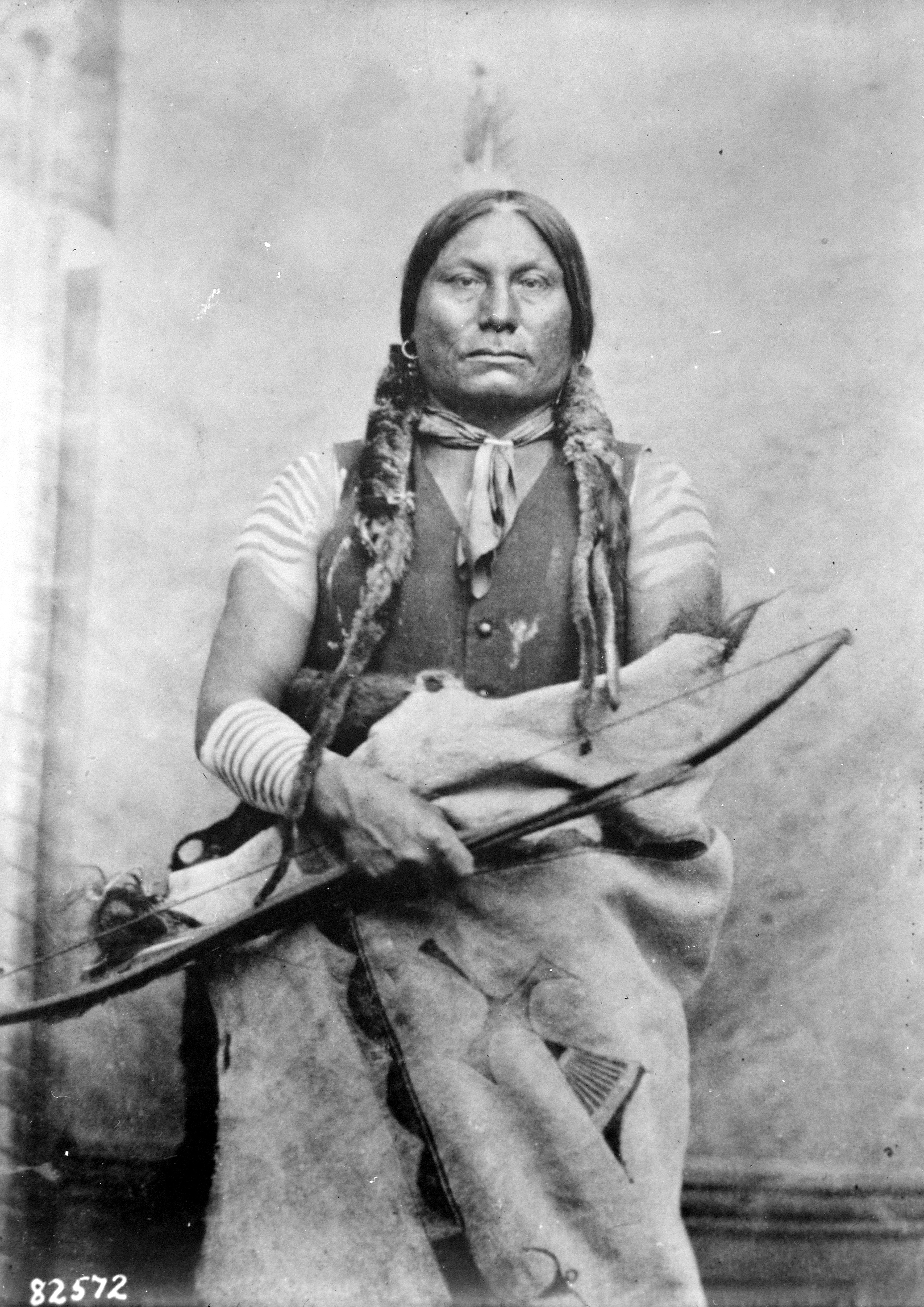
Pizi.

## Enlaces exgternos
- Wikimedia Commons alberga una categoría multimedia sobre Pizi.

- Datos: Q712811
- Multimedia: Gall (Native American leader) / Q712811